# 블루 스카이 (1994년 영화)
《블루 스카이》(영어: Blue Sky)는 미국에서 제작된 토니 리처드슨 감독의 1994년 코미디 드라마 영화이다. 제시카 랭, 토미 리 존스 등이 출연하였고, 로버트 H. 솔로 등이 제작에 참여하였다.
제시카 랭은 이 영화를 통해 1995년 제67회 아카데미상 여우 주연상과 제52회 골든 글로브상 드라마 영화 부문 여우 주연상을 수상하였다.

## 줄거리
1962년 육군 원자력 공학자인 행크 마셜 소령은 야외 지상 핵 폭파 실험 대신 지하 핵 실험 일명 블루 스카이(“Blue Sky”)를 지지한다. 행크가 무기 실험 시설이 있는 앨라배마주의 외딴 기지로 발령을 받으면서 안 그래도 단조로운 가정 생활에 염증을 내던 아내 칼리와의 갈등이 심화된다.
기지 사령관 빈스 존슨 대령은 행크의 지하 핵 실험 제안을 거절한 뒤 그를 네바다 핵 실험장에서 진행되는 지하 핵 실험의 감독 역으로 보낸다. 핵 실험 도중 행크는 실험 지역 내에 카우보이 둘이 있는 것을 발견하고 로버트 제닝스 중령에게 실험 중단을 요청하지만, 로버트는 이를 거절하고 행크를 다시 앨라배마로 돌려 보낸다. 어느덧 칼리와 불륜 관계가 된 빈스는 행크를 치워 버릴 궁리를 한다.

## 출연진
- 제시카 랭
- 토미 리 존스
- 파워스 부스
- 캐리 스노드그레스
- 에이미 로케인
- 크리스 오도널
- 미첼 라이언
- 데일 다이
- 애니 로스
- 로드 매스터슨

## 기타 제작진
- 제작 감독: 존 G. 윌슨
- 공동 제작: 린 아리스트
- 협력 제작: 라마 로리 스태그너
- 배역: 린 스톨매스터
- 미술: 티미언 올새커
- 의상: 제인 로빈슨